# Фужроль (Верхняя Сона)
Фужро́ль (фр. Fougerolles) — коммуна во Франции, находится в регионе Франш-Конте. Департамент — Верхняя Сона. Входит в состав кантона Сен-Лу-сюр-Семуз. Округ коммуны — Люр.
Код INSEE коммуны — 70245.

## География
Коммуна расположена приблизительно в 320 км к востоку от Парижа, в 80 км севернее Безансона, в 35 км к северо-востоку от Везуля.
На севере коммуны протекает река Огрон.

## Население
Население коммуны на 2010 год составляло 3792 человека.
| 1962 | 1968 | 1975 | 1982 | 1990 | 1999 | 2010 |
| ---- | ---- | ---- | ---- | ---- | ---- | ---- |
| 4185 | 4247 | 4043 | 4155 | 4167 | 3973 | 3792 |

## Администрация
| Период | Период | Фамилия      | Партия                  | Примечания |
| ------ | ------ | ------------ | ----------------------- | ---------- |
| 1989   | 1995   | Анри Кулен   | Разные правые           |            |
| 1995   | 1997   | Жан Лаллуэ   | Разные левые            |            |
| 1997   | 2014   | Клод Петижан | Социалистическая партия |            |

## Экономика
В 2010 году среди 2375 человек трудоспособного возраста (15—64 лет) 1697 были экономически активными, 678 — неактивными (показатель активности — 71,5 %, в 1999 году было 68,0 %). Из 1697 активных жителей работали 1516 человек (839 мужчин и 677 женщин), безработных было 181 (85 мужчин и 96 женщин). Среди 678 неактивных 216 человек были учениками или студентами, 282 — пенсионерами, 180 были неактивными по другим причинам.

## Достопримечательности
- Церковь Св. Стефана (XVIII век). Исторический памятник с 1978 года[3]
- Ферма-винокурня Пети-Фаи (XIX век), сейчас музей Пети-Фаи. Исторический памятник с 1984 года[4]
- Придорожное распятие (XVI век). Исторический памятник с 1981 года[5]

## Города-побратимы
- Залах (Германия, с 1971)

## Фотогалерея
- Церковь Св. Стефана
- Амбар
- Придорожное распятие
- «Красный камень»